# Divonne-les-Bains
Divonne-les-Bains es una comuna francesa situada en el departamento de Ain, de la región de Auvernia-Ródano-Alpes.

## Geografía
Fronteriza con Suiza (cantón de Vaud), de la que la separa el río Versoix. Forma parte de la zona aduanera especial, ya que está ubicada a 15 km del aeropuerto internacional de Ginebra-Cointrin, justo al pie de las montañas del Jura.
Está localizada entre la cadena del Jura y el lago de Ginebra, la mayor parte de su bosque comunal es parte del parque natural de Haut Jura.

## Historia
Divonne estuvo habitada desde tiempos prehistóricos. En el 45 a. C., los jinetes veteranos de los ejércitos de Julio César se insertaron en Nyon y sus barrios. En este momento, un acueducto que conecta Divonne con Nyon empezó a suministrar agua a este último.  y los galo-romanos la apreciaban especialmente por la calidad de sus aguas. Divonne se unió definitivamente a Francia en 1601.
Frecuentada por sus aguas desde 1830, la ciudad construyó un spa en 1849, gracias al Dr. Paul Vidart. En 1850, los primeros curistas llegan a Divonne, y la ciudad se hace famosa al dar la bienvenida en 1855 a su primer anfitrión, Jerónimo Bonaparte.  En 1855 se inauguró su primer hotel moderno.
En 1892, por un decreto ministerial firmado por el presidente de la República, Sadi Carnot, y, siguiendo el desarrollo de sus actividades de hidroterapia, la comuna de Divonne adquirió oficialmente el nombre de "Divonne-les-Bains".
Divonne fue apreciada por los romanos por la calidad de sus aguas. Así un acueducto unía Divonne con Nyon para suministrar agua potable. El agua mineral Divonne, pura y liviana, rica en fluoruro, calcio y magnesio, se acredita con virtudes relajantes particularmente apreciadas por todos aquellos que desean recargar sus baterías.
En 1945, Marcel Anthonioz se convierte en alcalde de Divonne-les-Bains. Se construirán muchas instalaciones: el Casino (1954), los nuevos baños termales, el hipódromo , el lago artificial, el centro náutico , las rutas de comunicación, entre otras. El Colegio de Divonne, construido en 1976, lleva el nombre del Sr. Anthonioz, quien murió en Divonne el mismo año. En 1965, Vésenex-Crassy fue adjuntado a Divonne-les-Bains.
Debido a su ubicación geográfica, Divonne-les-Bains siempre ha sido un área de paso, conquista y reunión entre hombres y mujeres de todos los horizontes que intercambian sus culturas, desde Savoyardo, Bernes y Genevois, en el siglo XVI hasta nuestros días donde el pueblo alberga más de cien nacionalidades diferentes.  
Divonne-les-Bains disfruta de una ubicación privilegiada a 20 minutos de Ginebra, disfrutando de una red de alto rendimiento de infraestructura aérea, ferroviaria y de autopistas.

## Demografía
| 2 056 | 1 850 | 2 716 | 3 276 | 4 238 | 4 783 | 5 580 | 6 171 | 7 400 | 8 762 | 9 644 |
| Para los censos de 1962 a 1999 la población legal corresponde a la población sin duplicidades (Fuente: INSEE [Consultar]) |       |       |       |       |       |       |       |       |       |       |

## Personas vinculadas
- Marcel Anthonioz, alcalde de Divonne (1945-1976), diputado independiente por Ain (1951-1976), secretario de Estado de Turismo (1969-1972) y vicepresidente de la Asamblea nacional (1967-1969).

## Lugares y monumentos
- Fuentes de La Divonne (a 1680 m s. n. m.).
- Casino.
- Lago artificial y centro náutico.
- Centro termal: agua mineral ligera rica en flúor, calcio y magnesio.
- Castillo de Divonne (iniciado en el siglo XIII, pero actualmente casi en su totalidad del XVIII y XIX).
- Central eléctrica (1887), en servicio regular hasta 1960 y de reserva hasta 1993.
- Hipódromo de Divonne.

## Galería

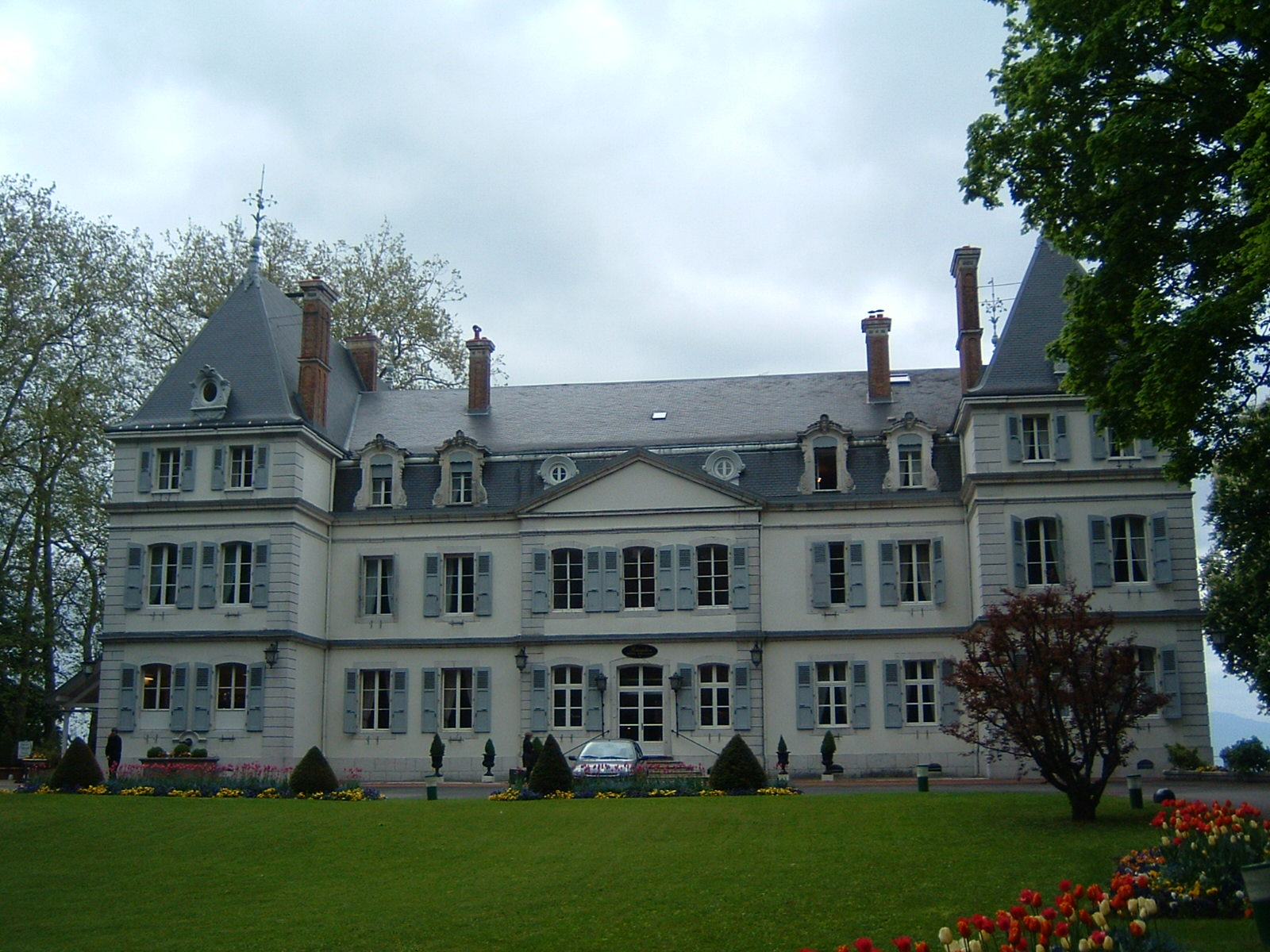
Castillo de Divonne.
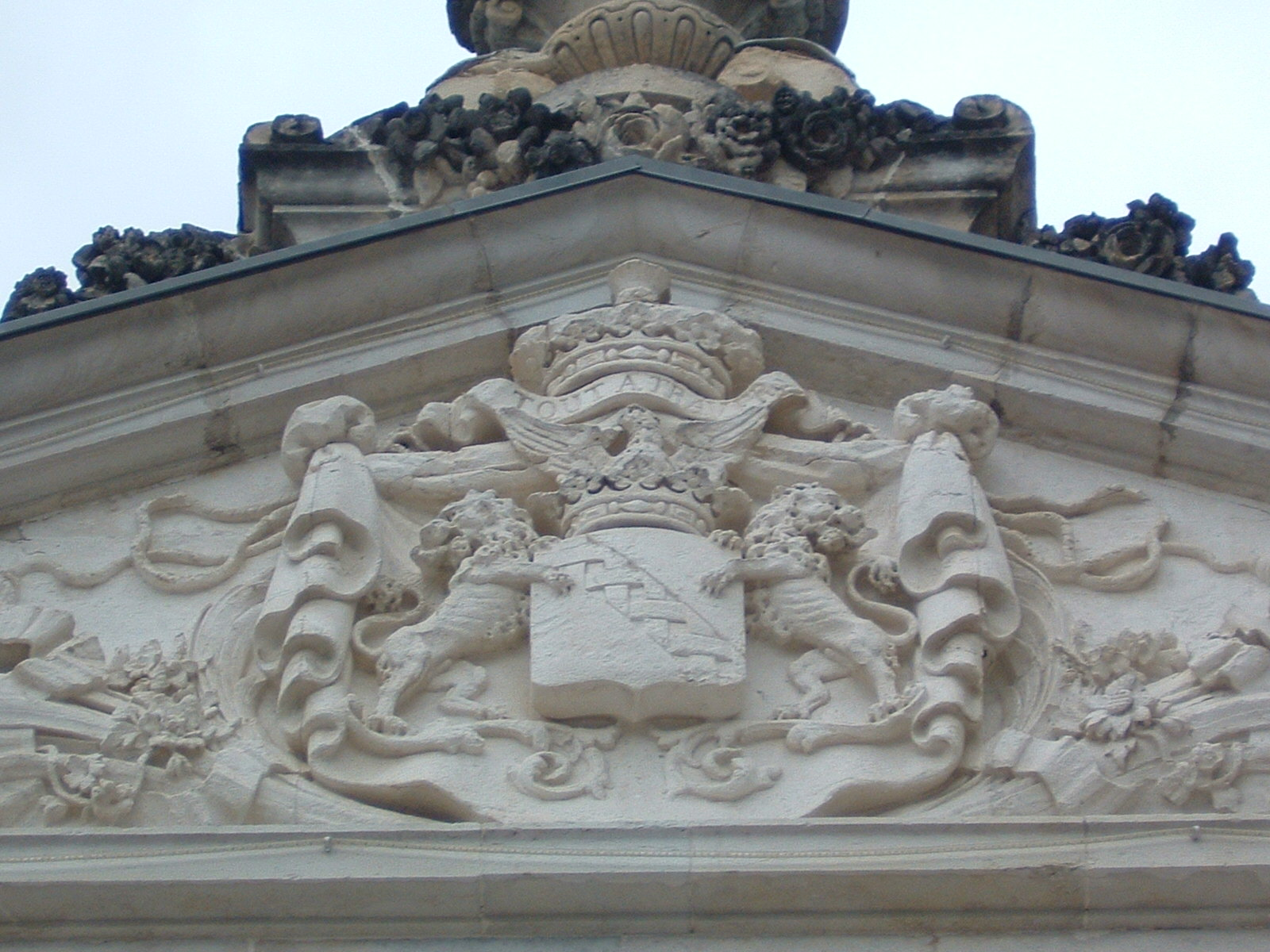
Castillo de Divonne
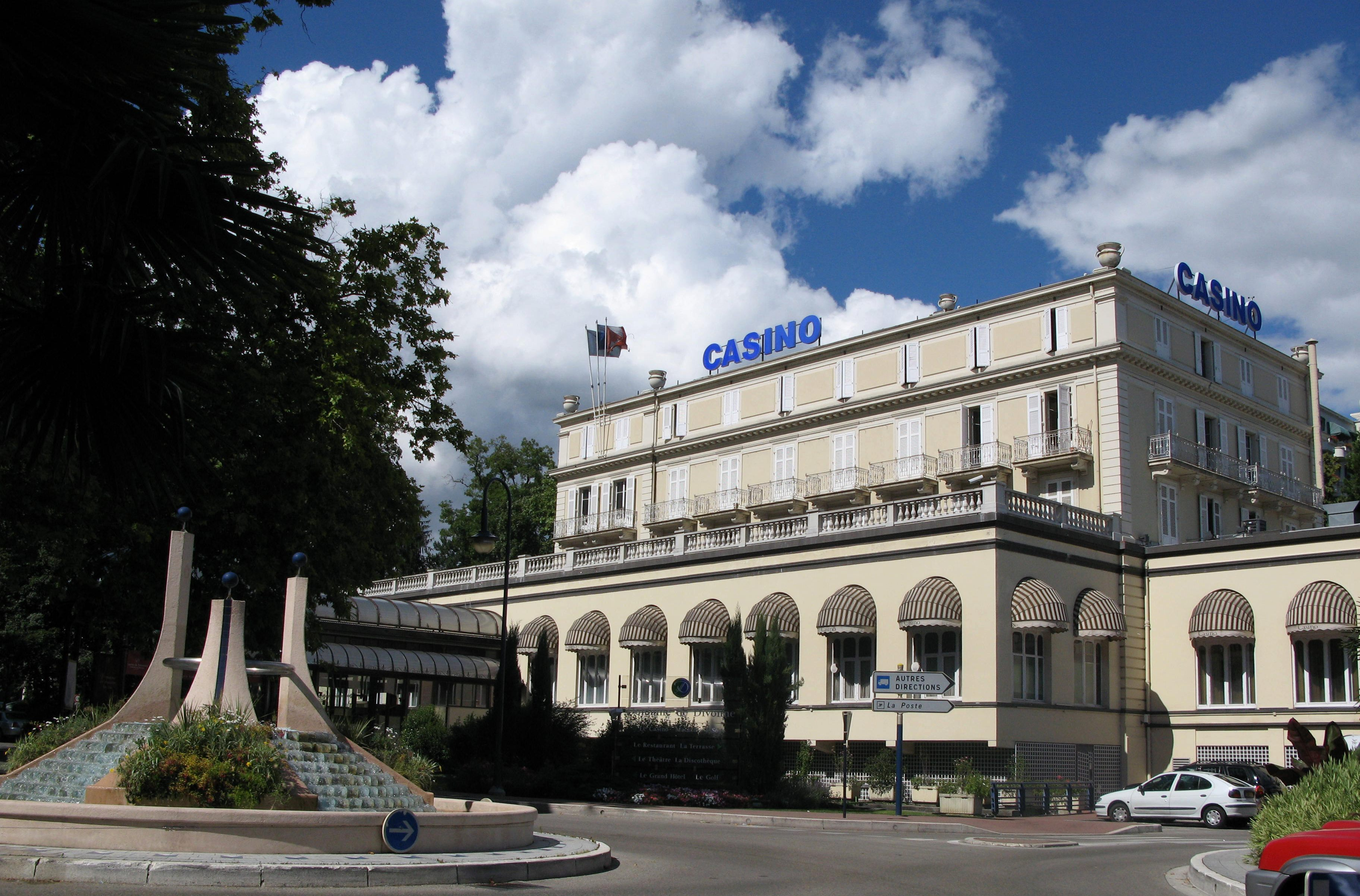
Casino.
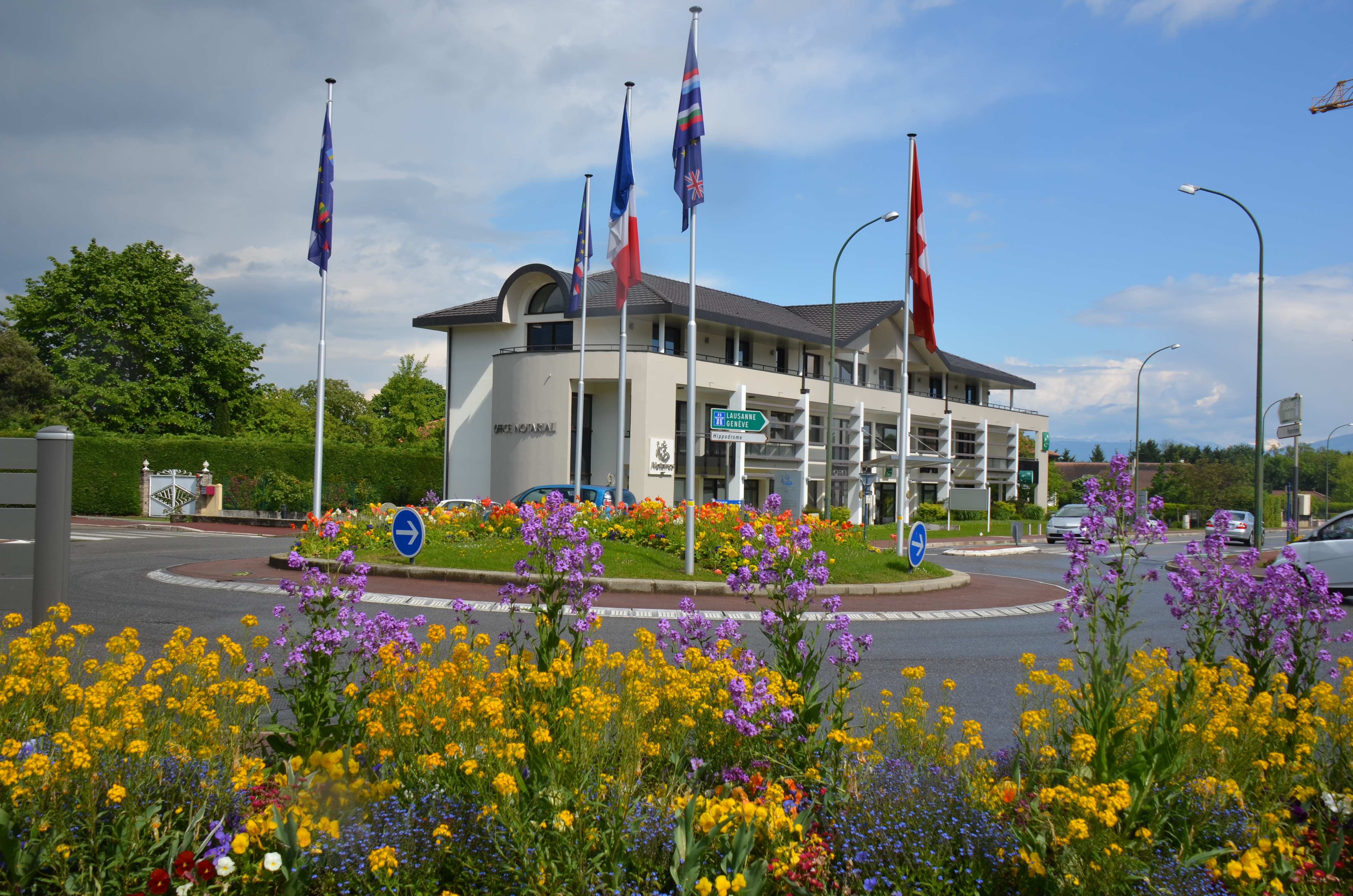
Edificio del Notariado.

- Datos: Q241575
- Multimedia: Divonne-les-Bains / Q241575